# Баскуньяна
Баскуньяна (ісп. Bascuñana) — муніципалітет в Іспанії, у складі автономної спільноти Кастилія-і-Леон, у провінції Бургос. Населення — 42 особи (2010).
Муніципалітет розташований на відстані близько 230 км на північ від Мадрида, 50 км на схід від Бургоса.
На території муніципалітету розташовані такі населені пункти: (дані про населення за 2010 рік)
- Баскуньяна: 20 осіб
- Сан-Педро-дель-Монте: 22 особи

## Демографія
Динаміка населення (INE ):